# Левицкий, Иоахим
Иоахим Левицкий — иностранный доктор медицины.
В 1811 году был приглашён адъюнкт-профессором акушерства в Санкт-Петербургскую медико-хирургическую академию. 15 апреля того же года был признан медико-хирургической академией в степени доктора медицины. Там он находился вплоть до 1818 года, когда покинул академию и стал практикующим врачом в Балтском уезде, в Подольской губернии.
Левицкий поместил во «Всеобщем журнале врачебной науки» статьи: «История маточного кровотечения, продолжавшегося семь лет» (1811, VI, стр. 32) и «Об узлах на пуповине младенцев» (1816, III, стр. 355).
Не известно точно, ни когда он родился, ни когда он умер. Известно только, что в 1854 году ещё жил.